# Ibezito Ogbonna
Ibezito Ogbonna (* 27. März 1983 in Enugu) ist ein ehemaliger nigerianischer Fußballspieler.

## Karriere
Ibezito Ogbonna begann seine Karriere bei den Rangers International, Nigerdock Lagos und dem Sharks FC in Nigeria. Von 2003 bis 2007 stand er beim israelischen Erstligisten Hapoel Tel Aviv unter Vertrag. Seine nächsten Stationen waren CFR Cluj aus Rumänien, Kaizer Chiefs aus Südafrika und KF Apolonia Fier aus Albanien. Im Februar 2011 wechselte er zum kasachischen Erstligisten FK Atyrau. Dort spielte er mit seinem Klub um den Klassenerhalt, den er sich am letzten Spieltag der Saison 2011 sichern konnte. Anschließend schloss er sich dem mazedonischen Verein Vardar Skopje an, mit dem er die Meisterschaft 2012 gewinnen konnte. Anschließend wurde der Vertrag nicht mehr verlängert und Ogbonna kehrte zurück in seine Heimat zum FC Enyimba. Dort beendete er nach der Saison 2014 und dem erneuten Pokalsieg seine aktive Karriere.

## Erfolge
- Israelischer Pokalsieger: 2006, 2007
- Rumänischer Meister: 2008
- Mazedonischer Meister: 2012
- Nigerianischer Pokalsieger: 2013, 2014
- Nigerianischer Superpokalsieger: 2013